# Santiago Ixtayutla
Santiago Ixtayutla es una localidad del estado mexicano de Oaxaca, localizado en la Sierra Sur de la entidad. Es la cabecera del municipio de Santiago Ixtayutla.

## Demografía
| Censo | Población |
| ----- | --------- |
| 1900  | 981       |
| 1910  | 1009      |
| 1921  | 992       |
| 1930  | 1354      |
| 1940  | 1256      |
| 1950  | 1529      |
| 1960  | 1477      |
| 1970  | 679       |
| 1980  | 802       |
| 1990  | 1171      |
| 1995  | 1277      |
| 2000  | 1611      |
| 2005  | 1828      |
| 2010  | 1901      |
| 2020  | 2268      |